# Anton Peschka

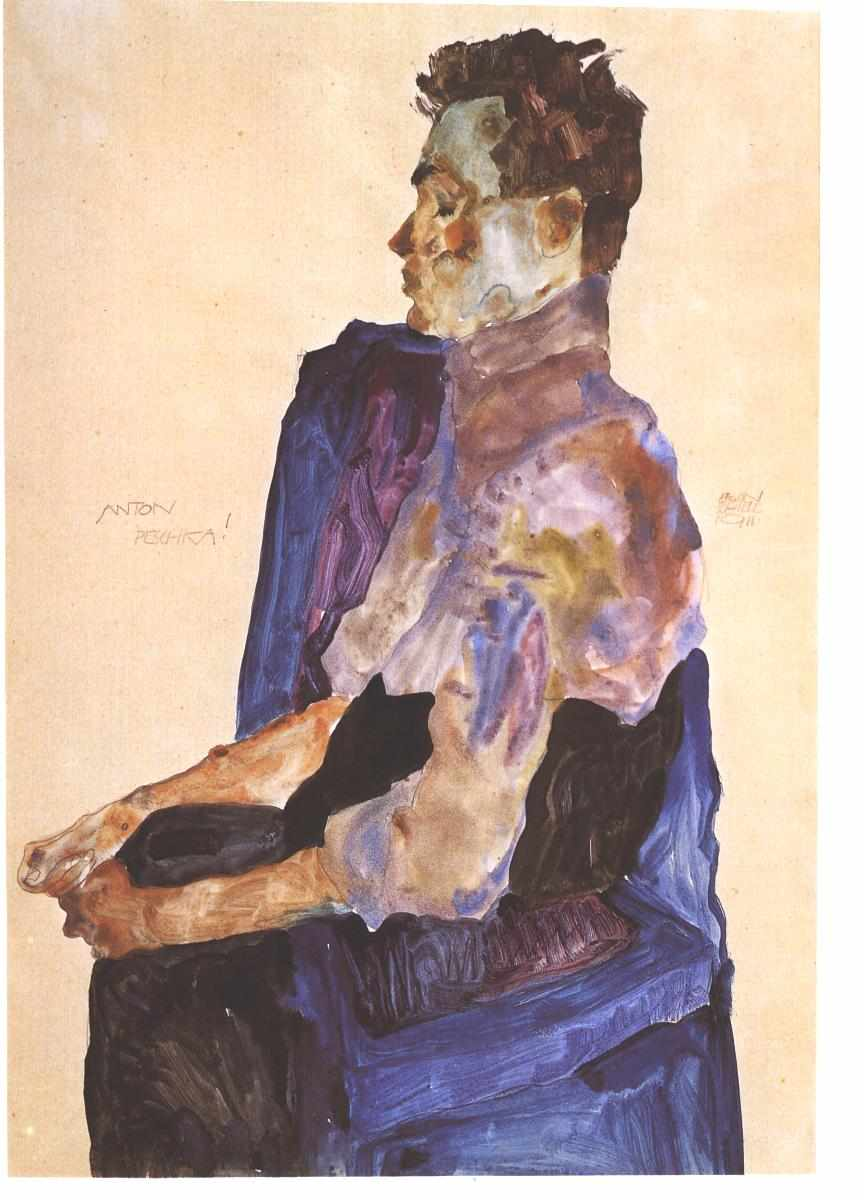
Egon Schiele, Portrait d'Anton Peschka, 1911

Anton Emanuel Peschka, né le 21 février 1885 à Vienne, et mort le 9 septembre 1940 dans la même ville, est un peintre autrichien.

## Biographie
Anton Peschka a étudié à l'Académie des beaux-arts de Vienne avec Christian Griepenkerl comme professeur, où il devient ami avec Egon Schiele, son camarade de classe. Il épouse en 1914 Gertrude, la sœur de Schiele. Il expose de 1910 à 1919 à la Künstlerhaus Wien puis devient membre de 1922 à 1935 de Hagenbund. En 1921, il gagne un prix pour créer un timbre et en 1925 pour un billet de banque. Son fils, Anton Peschka junior, deviendra aussi peintre.
Anton Peschka a peint en particulier des nus et des paysages. Son travail est fortement influencé par Schiele. Les œuvres de Peschka sont conservées au Musée Albertina et au Musée de Vienne.

### Source de la traduction
- (de) Cet article est partiellement ou en totalité issu de l’article de Wikipédia en allemand intitulé « Anton Peschka » (voir la liste des auteurs).